# Горхи-Тэрэлж
Горхи-Тэрэлж (монг. Горхи Тэрэлж, дословно Ручей рододендронов) — национальный парк Монголии, в 80 километрах к северо-востоку от Улан-Батора.

## История
Официальный статус национального парка был присвоен в 1993 году, до этого Горхи-Тэрэлж входил в состав Хан-Хэнтэйского заповедника, с которым он теперь граничит на севере.

## География
Площадь парка составляет 2 931,68 км².
Расположен в северо-восточной части Монголии. Южная часть парка, где расположена туристическая зона, административно относится к дуурэгу (административный район Улан-Батора) Налайх, остальная (к северу от реки Тэрэлж, которая и дала название парку) часть входит в состав Центрального аймака. От Улан-Батора к парку ведёт шоссе A0501 до Налайха, в 39 км от центра города от этого шоссе ответвляется на север шоссе A24, которое ведёт к посёлку Тэрэлж в северной части туристической части парка.

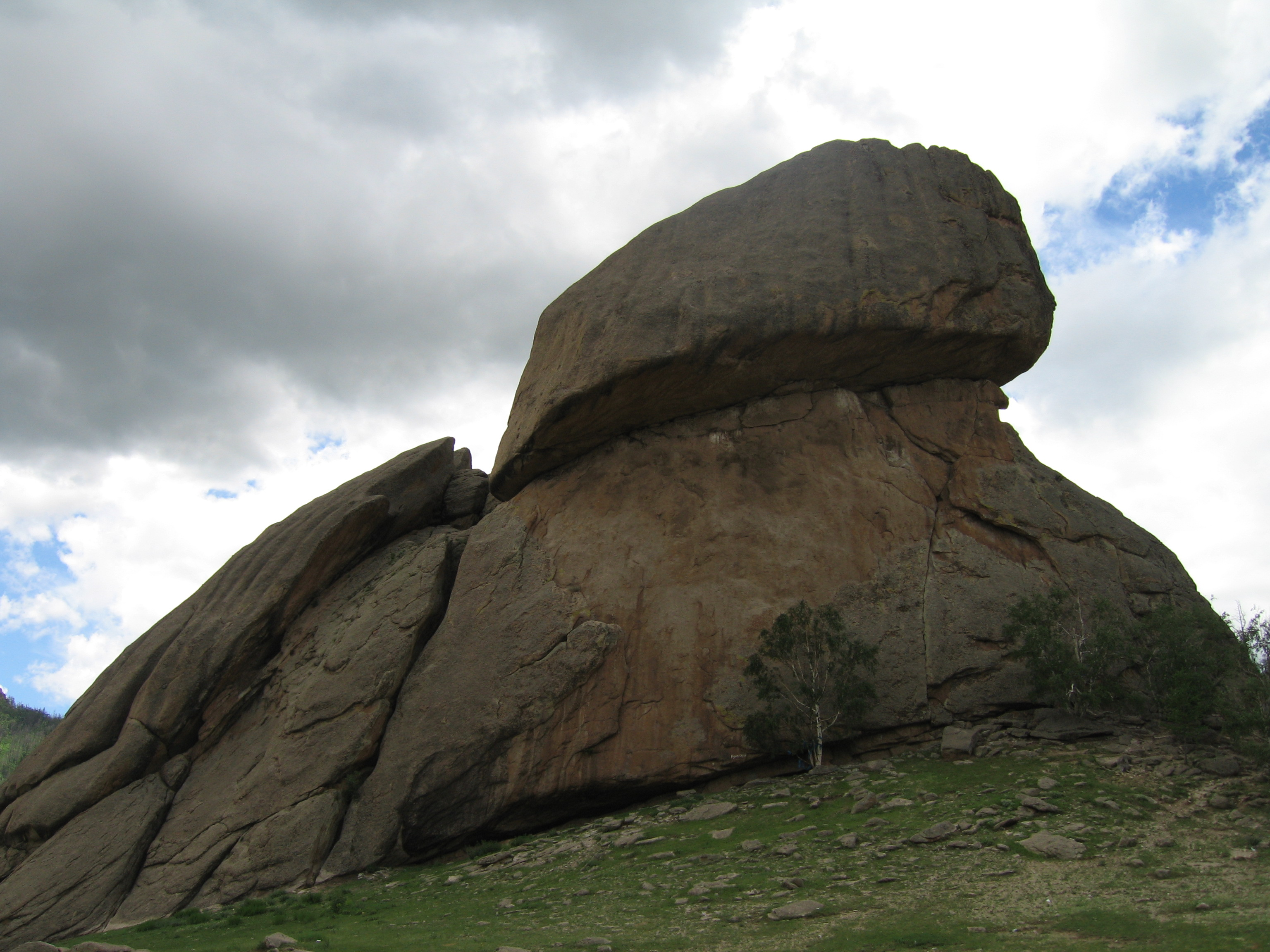
Черепаховый камень

Бо́льшую часть парка занимают хребты нагорья Хэнтэй, в том числе хр. Бага-Хэнтэй высотой до 2551 метров (гора Гэлэн-Уул), хр. Эрээний-Сарьдаг высотой до 2646 м (гора Алтан-Улгий-Уул). С Хэнтэя по направлению с севера на юг сбегает множество относительно небольших горных рек и ручьёв, самые крупные из них: Туул (ниже национального парка она протекает через Улан-Батор), её правый приток Тэрэлж.
Ландшафт парка представляет собой сочетание остепнённых южных склонов гор и покрытых лиственничной тайгой северных склонов. Лес поднимается до высоты 2 200 м, выше располагаются т. н. гольцы. Горы достаточно пологи и не представляют сложности для восхождения (в том числе и верхом на лошади) без применения альпинистских приёмов и оснащения. Относительные высоты гор небольшие, так как самая низкая точка национального парка (автомобильный мост через р. Туул на южном выезде из парка) составляет 1 380 м, а посёлка Тэрэлж — 1 530 м над уровнем моря. Состав флоры парка характерен для южной окраины тайги Забайкалья, так как таёжные ландшафты парка являются южной окраиной забайкальской тайги, проникающей на территорию Монголии по нагорью Хэнтэй.
Национальный парк Горхи-Тэрэлж примечателен большим видовым разнообразием флоры и фауны, в том числе и редких для Монголии видов. Одних только птиц обитает здесь около 250 видов.
Одной из достопримечательностей парка является большое количество скал-останцов, обветренных до причудливых форм. Одна из самых известных таких скал носит название «Черепаховый камень» (монг. Мэлхий хад; на илл. слева). Из других достопримечательностей: ледниковое озеро Хагин-Хар глубиной до 20 метров.
В парке располагается построенный в 2004 году буддийский храм Арьяабалын-хийд, а также и парк скульптур динозавров47°54′09″ с. ш. 107°26′20″ в. д., созданный под наблюдением учёных-палеонтологов. Территория парка также памятна как место сражения джунгарского хана Галдан-Бошогту с цинскими войсками в 1696 году.

## Население
Постоянное население сконцентрировано в посёлке Тэрэлж (формально являющемуся микрорайоном Улан-Батора), где проживает (на 1 января 2010 г.) 1301 житель (530 семей).

## Инфраструктура туризма
На этой территории имеется св. 60 туристических баз, 5 домов отдыха (в зарубежных источниках интерпретируемых как отели).
Южную часть национального парка занимает туристический сектор — несколько юрточных туристических баз с обустроенными детскими площадками, сувенирными лавками, кафе, ресторанами и прочей туристической инфраструктурой вроде площадок для гольфа. В числе услуг — возможность покататься на взятых напрокат лошадях и верблюдах. Кроме того, в 2008 году в отеле «Тэрэлж» открылся первый в стране SPA-центр «Тэрэлж-Маа».